# 덕산고등학교 (충남)
덕산고등학교(德山高等學校)는 대한민국 충청남도 예산군 삽교읍 목리에 있는 공립 고등학교이다.

## 학교 연혁
- 1955년 4월 27일 : 덕산고등학교 설립 인가(6학급)
- 1955년 5월 16일 : 개교식 거행
- 1961년 11월 30일 : 학칙 변경(남녀 공학)
- 1999년 9월 1일 : 덕산중·고 통합 운영
- 2009년 3월 1일 : 도지정 농산어촌 연구학교 운영
- 2010년 3월 1일 : 특수학급(1학급) 인가
- 2012년 3월 1일 : 교육부 요청 교육청지정 연구학교 운영
- 2012년 3월 1일 : 자율형공립고 운영(5년간)
- 2017년 3월 1일 : 자율형공립고 운영(5년간)
- 2018년 3월 1일 : 학칙변경(24학급) 인가
- 2018년 9월 1일 : 덕산중·고 분리 운영
- 2019년 5월 24일 : 이전 개교식 거행
- 2023년 1월 3일 : 제66회 졸업식 92명 졸업(연인원 9,082명)
- 2024년 3월 4일 : 제70회 입학식(6학급 150명)
- 2024년 9월 1일 : 제33대 강완희 교장 부임

## 참고 자료
- 덕산고등학교 - 한국교육학술정보원 학교알리미